# Phineas Parkhurst Quimby
Phineas Parkhurst Quimby (Lebanon, Nova Hampshire, 16 de fevereiro de 1802 — Belfast, Maine, 16 de janeiro de 1866) foi um professor espiritual americano. Um dos pioneiros das ideias teológicas que deram origem ao Movimento do Novo Pensamento e, de acordo com alguns, desaprovava as ideias dos aderentes do movimento — a Ciência Cristã.

## Biografia
Nascido na pequena cidade de Lebanon em New Hampshire Phineas Parkhurst Quimby foi um dos sete filhos de um ferreiro, Quimby recebeu pouca educação formal. Quimby sofria de algumas doenças, foi o que o motivou a estudar o assunto.

### Ideias e pensamentos
Quimby desenvolveu algumas ideias sobre a habilidade das pessoas de curar suas enfermidades por meio da força de suas mentes. Esta crença em cura derivava da teologia de um Deus amoroso e de uma realidade espiritual mais densa e profunda, mais real que o nosso mundo. Começou a ensinar sua visão para os outros; Mary Baker Eddy, que mais tarde fundou a Ciência Cristã, estudou com ele por um tempo, assim como outros que foram, mais tarde, inspirar o Movimento do Novo Pensamento.

## Publicações
Embora Quimby nunca tenha publicado nada em sua vida, vários de seus escritos foram publicados após sua morte. A publicação dos escritos de Quimby e seus editores são os seguintes:
- Dresser, Horatio W., ed. (1921). The Quimby Manuscripts Showing the Discovery of Spiritual Healing and the Origin of Christian Science, Thomas Y. Crowell Co. ISBN 0-7661-4052-0
- Seale, Ervin, ed. (1988). The Complete Writings: Volume 1. Marina Del Rey, CA: DeVorss & Co. ISBN 0-87516-600-8
- _____ (1988). The Complete Writings: Volume 2. Marina Del Rey, CA: DeVorss & Co. ISBN 0-87516-601-6
- _____ (1988). The Complete Writings: Volume 3. Marina Del Rey, CA: DeVorss & Co. ISBN 0-87516-602-4
- Clark, Mason A., ed. (1982). The Healing Wisdom of Dr. P. P. Quimby: Selected Notes from the Dresser and Collie Compilations of the Quimby Manuscripts. Los Altos: Frontal Lobe. ISBN 0-931400-02-3
- Hughes, Ronald A., ed. (2009). Phineas Parkhurst Quimby: His Complete Writings and Beyond: Including the Missing Works of P. P. Quimby. Phineas Parkhurst Quimby Resource Center.